# Steve Bloomer
Pour les articles homonymes, voir Bloomer.
Stephen "Steve" Bloomer,né le 20 janvier 1874 à Cradley dans le Worcestershire et mort le 16 avril 1938 à Derby,  est un footballeur international anglais. Il joue dans les clubs de Derby County, dont il est le meilleur buteur de l'histoire, et de Middlesbrough FC. L'hymne Steve Bloomer's Watchin'  est joué début de chaque match à domicile de Derby. Une statue de lui trône devant le Pride Park Stadium. Bloomer fait partie des 100 légendes de la Football League et de l'English Football Hall of Fame.
Avec 317 buts inscrits en première division, il est le deuxième meilleur buteur de l'histoire du championnat d'Angleterre derrière Jimmy Greaves (357 buts).

## Biographie

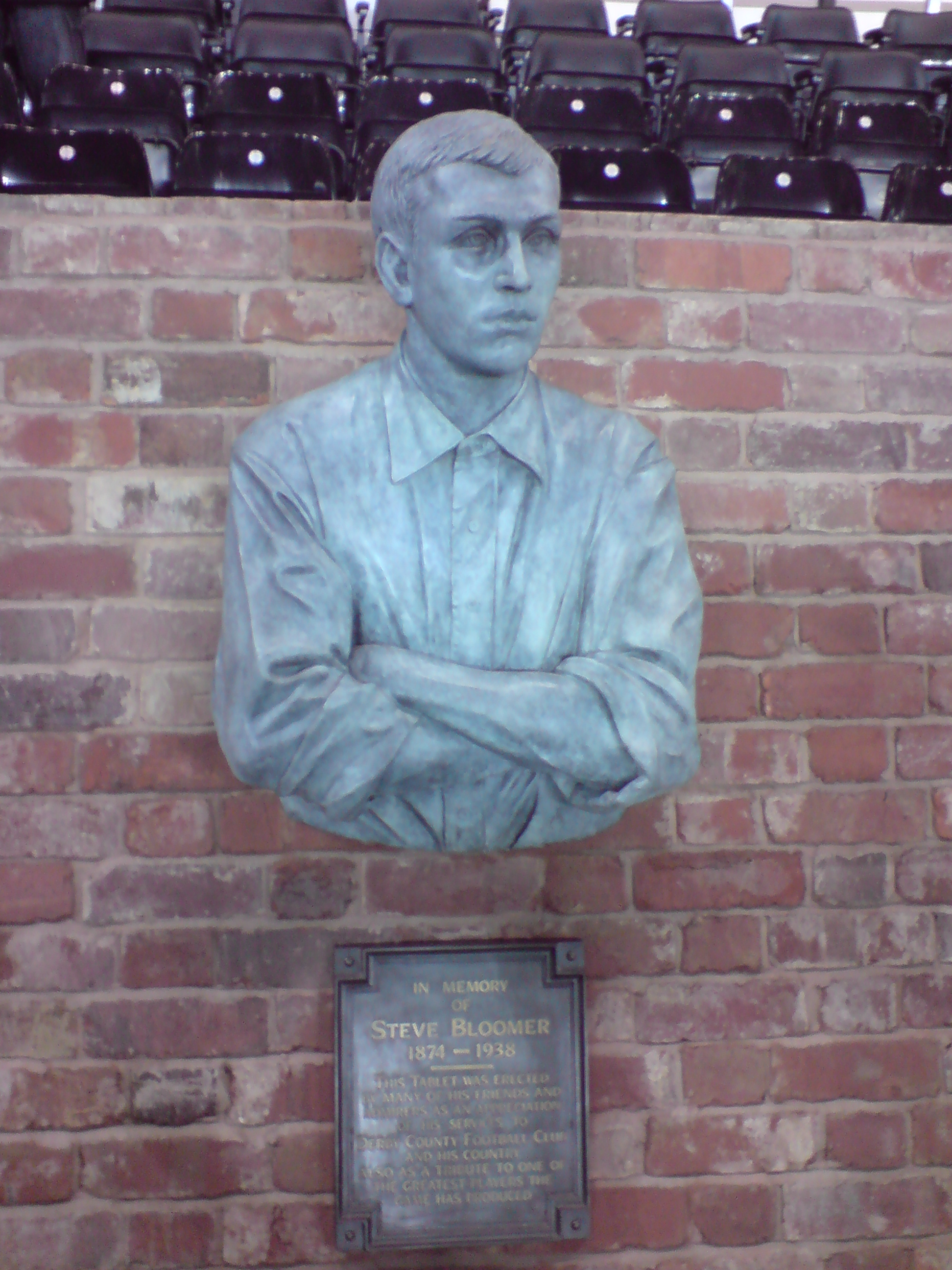
Buste de Steve Bloomer au Pride Park Stadium

## Palmarès
Derby County FC
- Vice-champion du Championnat d'Angleterre de football (1) :
  - 1896.
- Meilleur buteur du Championnat d'Angleterre de football (5) :
  - 1896: 20 buts, 1897: 22 buts, 1899: 23 buts, 1901: 23 buts & 1904: 20 buts.
- Finaliste de la FA Cup (3) :
  - 1898, 1899 & 1903.
- Champion du Championnat d'Angleterre de football D2 (1) :
  - 1912.

- 23 sélections et 28 buts avec l'équipe d'Angleterre entre 1895 et 1907.